# Stenalcidia plexilinea
Stenalcidia plexilinea là một loài bướm đêm trong họ Geometridae.